# Tom and Jerry: The Gene Deitch Collection

Tom and Jerry: The Gene Deitch Collection est un DVD édité par Warner Home Video en 2017 et regroupant 13 cartoons de la franchise Tom et Jerry pour célébrer les 70 ans du célèbre duo de la MGM.

## Liste descartoons
Les treize dessins animés suivants ont été réalisés par Gene Deitch, produits par William L. Snyder, et animés au studio Rembrandt Films de Snyder à Prague, en Tchécoslovaquie (aujourd'hui la République tchèque). Tous ces cartoons ont été distribués au cinéma par la Metro-Goldwyn-Mayer.

### 1961
| #   | Titre                  | Tire original        | Date  | Notes                                                                                  |
| --- | ---------------------- | -------------------- | ----- | -------------------------------------------------------------------------------------- |
| 115 | À ton chat à ton chien | Switchen' Kitten     | 07/09 | Premier cartoon Tom et Jerry réalisé par Gene Deitch. Dernière apparition de Dynamite. |
| 116 | Pêcheurs sachez pêcher | Down and Outing      | 26/10 | Première apparition de Clint Clobber.                                                  |
| 117 | Tom et Jerry en Grèce  | It's Greek to Me-ow! | 07/12 |                                                                                        |

### 1962
| #   | Titre                              | Titre original                | Date  | Notes                                 |
| --- | ---------------------------------- | ----------------------------- | ----- | ------------------------------------- |
| 118 | Partie de barbecue                 | High Steaks                   | 23/03 |                                       |
| 119 | Tom et Jerry dans l'espace         | Mouse into Space              | 13/04 |                                       |
| 120 | Tom s'envole                       | Landing Stripling             | 18/05 |                                       |
| 121 | Tom et Jerry au Paradis            | Calypso Cat                   | 22/06 |                                       |
| 122 | Tom et Jerry chasseurs de baleines | Dicky Moe                     | 20/07 |                                       |
| 123 | Le Kit du Parfait Combattant       | The Tom and Jerry Cartoon Kit | 10/08 |                                       |
| 124 | Tom et Jerry le hors-la-loi        | Tall in the Trap              | 14/09 |                                       |
| 125 | Tom et Jerry au Safari             | Sorry Safari                  | 12/10 | Dernière apparition de Clint Clobber. |
| 126 | Tom et Jerry copains clopant       | Buddies Thicker than Water    | 01/11 |                                       |
| 127 | Tom et Jerry jouent Carmen         | Carmen Get It!                | 21/12 | Dernière apparition des fourmis.      |